# Triphosa pustularia
Triphosa pustularia är en fjärilsart som beskrevs av Edwards 1885. Triphosa pustularia ingår i släktet Triphosa och familjen mätare. Inga underarter finns listade i Catalogue of Life.